# Poiocera sperabilis
Poiocera sperabilis är en insektsart som beskrevs av Walker 1858. Poiocera sperabilis ingår i släktet Poiocera och familjen lyktstritar. Inga underarter finns listade i Catalogue of Life.